# Griechische Botschaft in Berlin

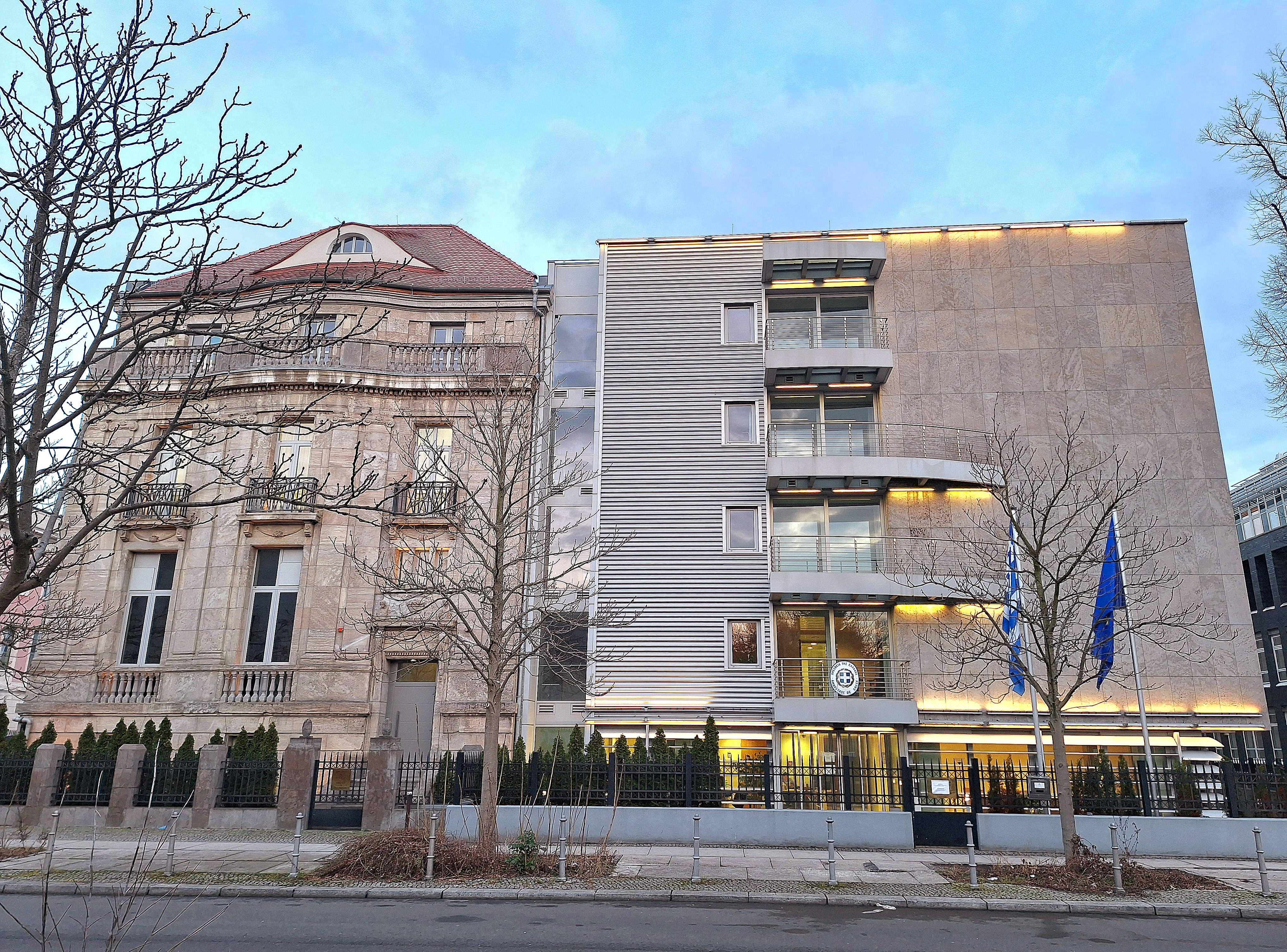
Die Botschaft in der Hiroshimastraße 11–15

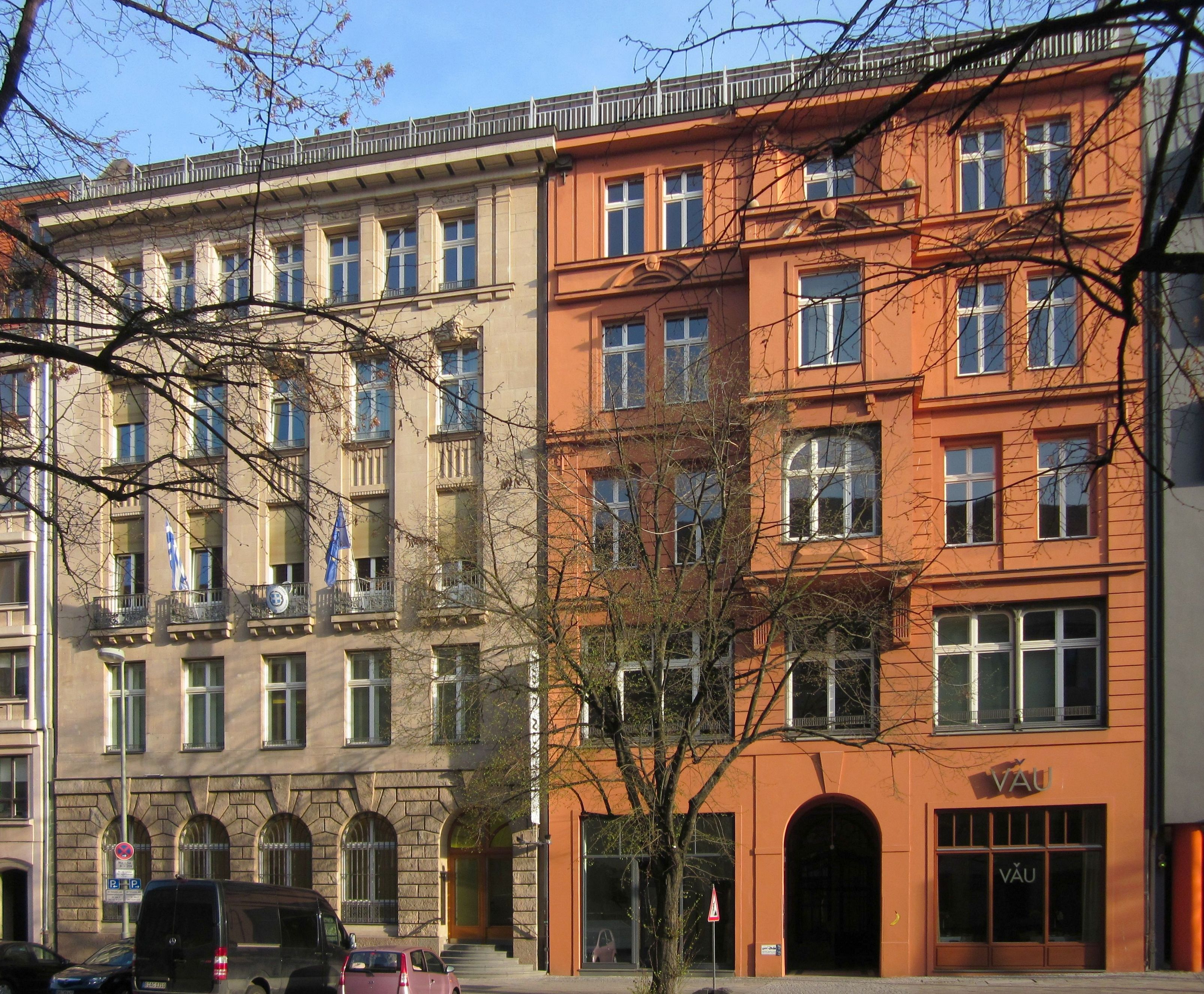
Ehemalige Botschaft in der Jägerstraße 54/55

Die griechische Botschaft in Berlin (offiziell: Botschaft der Hellenischen Republik in Deutschland) ist die diplomatische Vertretung Griechenlands in Deutschland. Sie befand sich interimistisch bis zur Fertigstellung des neuen Botschaftsgebäudes in der Jägerstraße 54/55 in Berlin-Mitte. Seit dem 15. Februar 2022 befindet sie sich nun wieder am historischen Standort in der Hiroshimastraße 11–15 im Ortsteil Tiergarten.

## Organisationsstruktur
Die Botschaft unterhält folgende Botschaftsreferate: politische Abteilung, Konsularabteilung, Militärabteilung, Wirtschafts- und Handelsabteilung, Kulturabteilung, Erziehungsabteilung, Abteilung für Presse- und Öffentlichkeitsarbeit.
Zusätzlich unterhält Griechenland Generalkonsulate in Düsseldorf, Frankfurt am Main, Hamburg, München und Stuttgart.
Griechischer Botschafter ist seit dem 31. Januar 2025 Alexandros Papaioannou.

## Geschichte
Bereits im Jahr 1834 richtete der gerade neu gegründete griechische Staat eine diplomatische Vertretung in der Hauptstadt des Königreichs Preußen ein, die in den ersten Jahrzehnten keine offizielle Kanzlei betrieb. In den Berliner Adressbüchern vom Ende des 19. Jahrhunderts sind dagegen stets Gesandte und ein Botschaftssekretär mit ihren jeweiligen Wohnadressen genannt. Über alle geschichtlichen Veränderungen hinweg blieb die Botschaft in Deutschland bestehen. Nach der Teilung Deutschlands unterhielt Griechenland eine Botschaft in Bonn (siehe Eintrag in der Botschaftsliste) und seit 1973 in der DDR mit Sitz in Berlin (Otto-Grotewohl-Straße 3a; seit 1993: Wilhelmstraße 66).
Das spätere Botschaftsgebäude war 1912 nach Plänen des Architekten Robert Leibnitz als Wohnhaus für den Fabrikbesitzer Sigmund Bergmann errichtet worden und Teil einer Villenkolonie. Es befindet sich auf einem langgestreckten Grundstück im Karree Hildebrandstraße 4 / Reichpietschufer / Hiroshimastraße 11–13 / Tiergartenstraße in unmittelbarer Nachbarschaft zur italienischen Botschaft und zum Großen Tiergarten.
Der im Stil des Neoklassizismus gestaltete Bau besaß zwei geschmückte Fassaden zu den östlich und westlich des Gebäudes verlaufenden Straßen. Ein großzügiger Grundriss ermöglichte eine klare Nutzungsaufteilung – zu einer Straßenseite hin entstanden Gesellschaftsräume, zur damaligen Hohenzollernstraße (später: Graf-Spee-Straße, heute: Hiroshimastraße) befanden sich die Wohn- und Schlafräume der Fabrikantenfamilie, die Gebäudetrakte verbunden durch einen galerieartigen Speisesaal. Als sich in der Reichshauptstadt nach dem Ende des Kaiserreichs weitere Botschaften niederließen, mietete der griechische Staat das Grundstück samt Villa und verlegte ab 1920 seine diplomatische Vertretung hierher. 1940, mit Ausbruch des Krieges zwischen Griechenland und Italien, wurde der Botschaftsbetrieb von deutscher Seite beendet und die Botschaft geschlossen. Durch die 1945 erfolgte Aufteilung Berlins in vier Sektoren fiel das Gelände der Botschaft schließlich unter britische Verwaltung, die die Unterhaltspflicht wahrnahm. 1948 schenkten die damaligen Besitzer, die in Berlin lebenden Tabakfabrikanten Paikos und Bostantzoglou, das Nachbargebäude in der Hiroshimastraße 13–15 dem griechischen Staat.
Das Königreich Griechenland richtete in den 1950er Jahren am Dienstort Bonn (An der Marienkapelle 10–12) seine diplomatische Vertretung in der Bundesrepublik Deutschland ein. Die Nähe des Berliner Botschaftsgebäudes zur 1961 gebauten Mauer führte schließlich zum Leerstand des Hauses, das Gebäude verfiel und musste 1983 durch die Bauaufsicht gesperrt werden. Es wurde aber von Hausbesetzern illegal genutzt und erlitt durch einen Dachstuhlbrand einen Totalschaden.
Abriss und Neubau des historischen Gebäudes

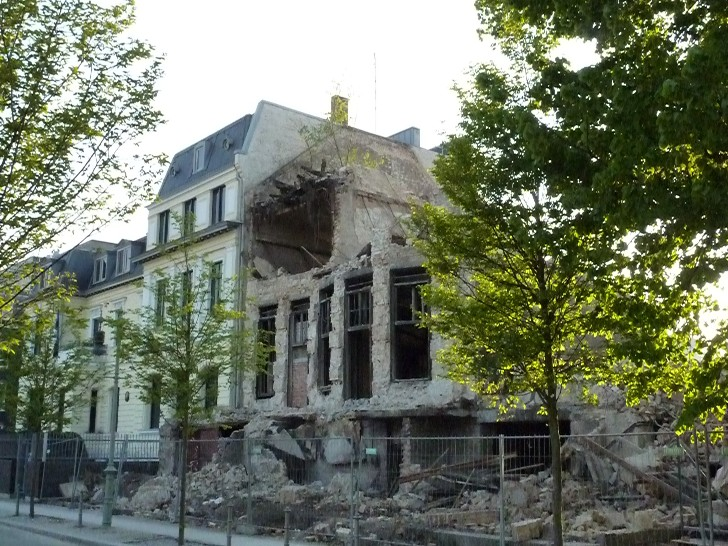
Haus vor der endgültigen Demontage 2010

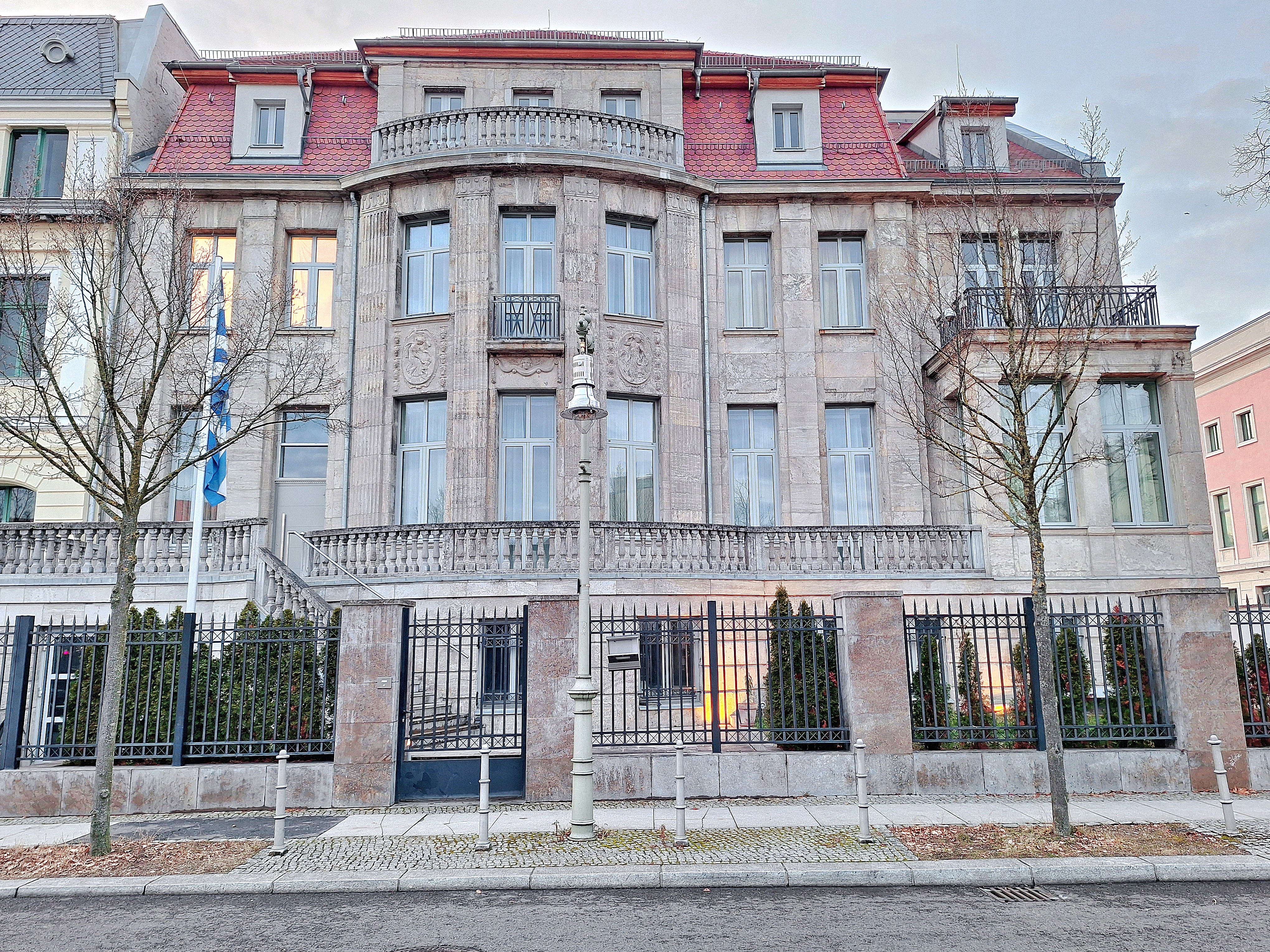
Rückfront der Botschaft in der Hildebrandstraße

Griechenland beschloss 1998 aufgrund des Umzugs der deutschen Regierung nach Berlin (Berlin/Bonn-Gesetz), ebenfalls in die deutsche Hauptstadt zurück zu wechseln. Das ursprüngliche Gebäude samt Grundbesitz am Tiergarten war inzwischen ausgebrannt und verfallen. Allerdings stand das historische Gebäude bereits unter Denkmalschutz. Der Gebäudekomplex ist griechisches Eigentum geblieben, weshalb nach dem Regierungsumzug nach Berlin zunächst ein Wiederaufbau in Erwägung gezogen wurde, ein Baugutachten empfahl jedoch den Abriss der Ruine. Zuvor wurde die Sandsteinfassade vermessen, nummeriert, demontiert, gesäubert und zur Wiederverwendung eingelagert. Im April 2010 erfolgte der Abriss des desolaten Gebäudes. Nun konnte ein Neubau (und Anbau) an dieser Stelle beginnen, für den ein knappes Budget von 13 Millionen Euro zur Verfügung stand. Der Sandsteinfassade stehen der weitestgehende Verzicht auf kostspielige historisierende Elemente wie aufwendige Holzfenster gegenüber. Die Architekten hatten die Vorgabe, unter energetischen Aspekten eine Energieeinsparung von 40 Prozent gegenüber einem konventionellen zeitgemäßen Bürogebäude zu planen.
Der Bau ging zunächst zügig voran, sodass im August 2011 die restaurierte Fassade eingefügt werden konnte. Anfang 2013 sollten das rekonstruierte historische Botschaftsgebäude und der danebenstehende Neubau bezugsfertig sein. Der gesamte Komplex soll letztendlich eine Dreifachnutzung – als Botschaftskanzlei, als Residenz des Botschafters und als Konsulat – ermöglichen.
Im Jahr 2012 ruhten viele der Bauarbeiten. Schließlich konnten sie Anfang 2022 abgeschlossen werden. Die Sanierung des Botschaftsgebäudes umfasste seinen Wiederaufbau auf der Grundlage hoher Energieeffizienz, die Renovierung der zerstörten alten, architektonischen Art-déco-Strukturen, den Einbau zeitgemäßer Baumaterialien und Installationen nach neuesten Technologien zur Energieersparnis, sowie die Restaurierung und Umgestaltung des alten Gebäudeteiles mit Innenhof zu einem glasüberdachten Atrium.
Das neue Gebäude soll durch die rekonstruierten Teile den Geist von Tradition und Geschichte, die kulturelle Verbundenheit Griechenlands mit Berlin widerspiegeln.